# Slag bij Arnemuiden
De Slag bij Arnemuiden is een zeeslag die op 23 september 1338 werd gevoerd tijdens de Honderdjarige Oorlog.
De Engelse vloot die op dat moment aanwezig was, vervoerde ladingen wol voor de Engelse koning Eduard III van zijn Vlaamse bondgenoten. De Franse vloot overweldigde de Engelse schepen. De Engelsen boden weerstand, het Engelse vlaggenschip de Christoffer onder leiding van John Kingston was daar het middelpunt van, maar ze konden niet op tegen de overmacht van de Fransen. De Fransen behaalden hun overwinning en veroverden de lading wol die vervoerd werd en ze integreerden vijf Engelse schepen in hun vloot.
De Fransen bezoedelden hun overwinning door een waar bloedbad aan te richten onder de Engelsen.

## Historische context
De Slag van Arnemuiden was de eerste strijd in de Europese geschiedenis waarbij er tijdens het gevecht gebruik werd gemaakt van buskruit. Het Engelse vlaggenschip de Cristoffer was uitgerust met drie kanonnen.

## Nasleep
De Franse admiraals Hugues Quiéret en Nicolas Béhuchet moesten het twee jaar later tijdens de Slag bij Sluis ontgelden. De dramatisch verlopen slag van de Fransen werd beëindigd met de onthoofding van de twee admiraals.